# Црква Мироносица (Харков)
Црква Мироносица, црква Светих жена Миросница или Мироносичка црква  је православна црква која је постојала у Харкову од краја 17. века до 30-их година 20. века. Црква која је добила име по Женама Мироносицама, током свог постојања од близу три века  имала је дугу и тешку историју. Током свог постојања имала је један, три, пет олтара, променила три имена, неколико пута је обнављана и од сеоске гробљанске цркве преко парохијске цркве постала је савремена црква у самом центру града Харкова.  
Савремена или данашња црква подигнута је 2015. године на другом месту према другом пројекту у украјинском барокном стилу.  Црква се не истиче толико својом спољашњом величином, ни лепотом, ни оригиналношћу архитектуре, али привлачи пажњу својом локацијом: налази се далеко од бучне Сумске улице међу  вегетацијом - липа, топола и јаворова, ограђен високом каменом оградом са капелама на угловима, са малом плавом куполе и златни крстови на бројним колонама ограде, окружене Мироносицким тргом и школом.

## Назив цркве
Црква Мироносица је добила име по Светим женама мироносицама (грч. μυροφοροι γυναικες) које су дошле ујутро првог дана после суботе на гроб васкрслог Исуса Христа, са аромама и тамјаном (миром) за обредно помазање тела.
По Светом предању, имена мироносица су:
- Марија Магдалена
- Марија (мајка Јакова)
- Марија Клеопова
- Марта из Бетаније (сестра Четвородневног Лазара)
- Марија из Бетаније (сестра Четвородневног Лазара)
- Јоана
- Салома (мајка Јакова Заведејева и Апостола Јована)
- Сузана

Успомена на ово братство сачувана је у икони жена Мироносица и од ње се проширила по целој територији Слободе Украјине.

## Положај
Црква Мироносица се налазила у центру града  Харкова преко пута модерне зграде Харковског оперског и балетског позоришта иза Огледалног потока на месту Трга победе. Црква се налазила у четврти некадашњег Мироноситског трга, ограниченог са четри стране садашњим улицама Сумска, Жена Мироносица, Чернишевска и Скрипник. 
До цркве се може доћи  аутопутем М03 (Кијев - Лубни - Полтава - Харков) или путем М26 (Харков - Запорожје - Симферопољ). Од обилазнице Сумском улицом до цркве Жена Мироносица.

## Историја

### Првобитна црква
Нема тачних података о датуму изградње прве мироносичке цркве, али је до данас сачуван помен на цркву из 1701. године, што је омогућило да се њена изградња датира с краја 17. века. Први храм је био мала дрвена конструкција са кровом од шиндре. Налазио се ван тадашњег града и даља судбина храма није сачувана у документима.
До 1771. године у Харкову није било посебних градских гробља, а још мање гробљанских цркава. Свака парохија је имала своје гробље, које се често налазило поред цркве. Најтежа ситуација била је код Успења, Тројице и Никољске цркве, које заправо нису имале могућност да прошире територију за своја парохијска гробља. Након објављивања декрета Синода, којим је дозвољено организовање градских гробља ван граница града, ове три парохије су се 1771 године, ујединиле да отворе заједничко гробље дуж Сумског пута иза старог бедема града дуж Золочевске цесте на удаљености од најмање ½ версте од границе града. Тих година пут за град Суми пролазио је кроз насеље Деркачи, затим град Золочев, а тек онда је ишао у Ахтирку и Суми, па се пут често звао Золочевска или Деркачевска. Урбани развој дуж Сумског пута био је веома безначајан. Иза садашњег Позоришног трга, односно иза редута подграђа, обострано су биле штале у којима су продавали катран, сено и огрев. А иза старог бедема који је са севера и североистока окруживао Харков, почињале су земље приватних власника: Куликовског, Виродова, Шидловског, Хрвата...
Највећи део земље иза редута из средине 18. века припадао је центурионима харковског слободног козачког пука Никити и Алексеју Никитовичу Виродову, а крајем 18. века њиховом нећаку капетану Ивану Андрејевичу Виродову. Деведесетих година 17. века саградио је камену зграду са клупама дуж Сумског пута, која је овде постала најпристојнија зграда.
Када су парохијани три градске парохије одлучили да изграде градско гробље, Иван Виродов је поклонио део земље за ове сврхе, па је дуго времена у народу прозван „Виродовски“. Званично, Виродов је уступио своје земље граду тек 1795. године.
Године 1780. парохијани ове три цркве обратили су се генерал-мајору Норову , који је био на челу Харковске губерније, са молбом да се подигне камена црква Жена Мироносица. Повеља за изградњу цркве дата је 12. марта 1781. године, а 9. маја 1781. године протојереј М. Швански је основао храм. Градња цркве је трајала је око две године, све до 9. јуна 1783. године када је гробљанска црква освећена. Била је то мала камена једноолтарска црква, поред које је подигнут дрвени звоник са четири звона. Најтеже звоно је било тешко 30 фунти а најлакше 5 фунти. Црквена порта је било ограђено једноставном дрвеном оградом.  
Црква  првобитно није био парохијски и 18 година није имао своје свештенство. У гробљанској цркви саслуживали су свештеници Успенске и Никољске саборне цркве.  
Мироноситско гробље је затворено 1792. године јер су се око њега активно градили нови градски блокови Харкова.  
У септембру 1800. године Христофор, први епископ Слободанско-украјински и Харков, одлучио је да се започне редовне службе у Мироноситској цркви и за ту намену именовао свештеника Покровске катедрале Емељана Друзјакина.   Емељана није дуго служио у цркви јер је априла 1801. године, на захтев пуковника Чугујевског пука (који је послат у Харковску епархију), у цркви  почео да служи пуковски свештеник. 
Градско гробље Мироносицки брзо се напунило и затворено је 1803. Једини простор који је остао за сахрањивање био је додељен немачком гробљу, где су сахрањени сви странци. Мироноситска гробљанска црква пребачена је са гробља на парохију 5. фебруара 1802. због пораста становништва и скорог затварања гробља. У то време црква је била веома сиромашан чак и посуђем, а оградајој је била од плетера.
Када је током 1802. године основана парохија Мироносицки, која је обухватала северне делове Успенске и Николајевске парохије, црква Мироносица је постала парохијска црква. Први парох био је Трифон Мојсејевич Копијев, наставник Харковског богословског колегијума. 
Мироноситска парохија је дуго била веома безначајна, јер су на напуштеном гробљу живеле скитнице и непристојне жене. Међу мештанима је било разних прича о злим духовима који живе тамо. Људи су се једноставно плашили да прођу у близини, посебно са почетком сумрака. И само напори најревноснијих парохијана из трговаца и званичника омогућили су одржавање Мироносне цркве у пристојном стању. Генерал-губернатор Харкова Сергеј Александрович Кокошкин, који је ступио на дужност 1847. године, једним од његових првих наређења наложио је да се гробље доведе у одговарајући изглед за град. А од 1850. године на тргу испред Мироноситске цркве организоване су зимске свечаности, клизалишта и снежни тобогани.
Године 1806. дрвени звоник је дотрајао и одлучено је да се изгради нови камени. Обнављање звоника почело је прикупљање новца,које је ишло веома споро, па потребна сума никако није прикупљена. Како се у том историјском периоду Харков  значајно проширио у правцу севера, повећао се и број парохијана Мироточиве цркве, што је наметнуло хитнији задатак - проширење постојеће зграде храма.  

### Црква из 19. века
Године 1813. склопљени су сви споразуми са Феоктистом, архиепископом Курско-белгородским, који је привремено управљао Харковском епархијом, да се саграде два припрата, освештају у име Светог Николаја Чудотворца и Светих жена Мироносица. Главни олтар требало је да буде освећен у име Тихвинске Богородице. Освећење и полагање припрате обављено је 8. јуна 1813. године. Изградња је завршена почетком 1819. године и 7. маја цркву је освештао архиепископ Павле.
Зграда је била дугачка 38 аршина и широка 25 аршина. Цела црква је била покривена лимом и офарбана у зелено, кров је покривен белим лимом, а око црквене порте подигнута је нова дрвена ограда. Дана 16. октобра 1819. године освећена је припрата цркве, а 31. октобра 1819. године архиепископ Павел је потписао повељу о преименовању Мироточиве цркве у Тихвинску цркву. 
Упркос обнови од 1813, до 1819. године, потпуна измена храма није завршена због недостатка средстава, па су у јуну 1826. свештеник Трифон Спирс и парохијани  одлучили да обнове главни олтар. Пројекат реструктурирања цркве и обнову фасаде израдио је професор Харковског царског универзитета Евгениј Васиљев. Планирана процена средстава потребних за завршетак била је 12.255 рубаља. Иако су парохијани прикупили неопходну суму, реализација пројекта је дуго каснило због смрти архитекте Јевгенија Васиљева и главног идеолога планиране реконструкције свештеника Трифона Копјева. Како свештеник Михаил Кијановски, који је заузео  место, покојног Трифона Копјева, није био посебно заинтересован за ово питање, тек 1833. нови ректор цркве, свештеник Јаков Гољаховски, вратио се идеји њене реконструкције.
Када је1834. године перестројка договорена са руководством Харковске епархије, 1836. године пројекат је усаглашен у Харковској покрајинској грађевинској комисији, а координација пројекта је започета у Главној дирекцији за комуникације и јавне зграде. Након ових усаглашавања  фасада је мало измењена „како би црква добила фасада која је исправнија и доследнија руском стилу“.
У јесен 1837. године стари зидови су демонтирани, а од пролећа 1838. године до лета 1840. године градња је завршена у грубом облику. Завршни радови настављени су скоро целе 1841. године, а 19. октобра 1841. године  освештан је главни олтар у знак сећања на Воздвижење Часног Крста . Тако је црква поново променила име и постала позната као црква Крстовдвижење. Иако су укупни трошкови радова износили су више од 20 хиљада рубаља у сребру,  два преостала престола нису била завршена дуго времена. Северна граница је завршена тек 1847. године, а освештао ју је 25. октобра 1847. године архимандрит Партеније у име Светог Сергија. Док је јужна граница  освећена 25. августа 1856. године у част Тихвинске иконе Богородице.
Након завршетка радова и освећења свих престола, Црква Светог Крста је постала петоолтарска. У главној (хладној) цркви били су престоли Воздвижење Крста, Сергијевски и Тихвински, а у топлој цркви Николајевски и Мироносицки престо. Зими су се богослужења одржавала само у два предворја топле цркве, грејане холандским пећима, а хладна црква је била ограђена топлим дрвеним зидом, који је 25. марта  демонтиран, а цело лето се служба обављала у предворју топлог храма. 
- Црква Мироноцица на почетку 20. века
- Фотографија са стране Мироноситског трга (садашња улица Скрипник).
- Разгледница: фотографија црквеног врта, ограде и угаоних капела из Сумске улице.
- План храма из 1908. године

### Обнова цркве 1890. године
Више од 30 година црква није претрпела веће реконструкције, само мање поправке и мања побољшања. Како се број парохијана стално повећавао, црква је постајала све мања. Године 1889. новоизабрани црквени управник Л.П.Соколов почео је да прикупља средства за реконструкцију храма. Пројекат реконструкције припремио је професор Харковског технолошког института, архитекта Михаил Иванович Ловцов. Архиепископ Амвросије је 18. јуна 1890. одобрио реконструкцију и одмах су почели грађевински радови који су завршени до новембра исте године. Два олтара топлог храма су уклоњена и свечано спаљена, два зида која раздвајају топлу и хладну цркву су уништена, висина плафона је повећана за 2 ¼ аршина и проширени су прозори. Дебели стубови замењени  су танким а инсталирано је и централно калорично грејање.  Унутрашња декорација храма је такође ажурирана, подови су преуређени, а иконе позлаћене. Почетни процењени трошак радова планиран  су на нивоу од 5.000 рубаља, док су  стварни трошак били око 12.000 рубаља.
Крајем 1905. године у цркви је постављено електрично осветљење. На свеноћном бденију 25. децембра 1905. године храм је први пут осветљен електричном енергијом. Цена радова је била око 900 рубаља.
Крајем 19. века постало је јасно да је стари звоник подигнут 1819. године превише оронуо, а осим тога, његов изглед није био у складу са обновљеном црквом. Средства за његово реструктурирање почела су да се прикупљају одмах по завршетку изградње 1890. године. Почетком 20. века, архитекта В. Н. Покровски је израдио пројекат и током 1909-1911. године изграђен је нови звоник у стилу ростовских цркава 17. века, и био је други по висини у граду после Александровог звоника  Успенске катедрале.  

### Црква у време совјетске власти
Након успостављања совјетске власти, Мироточива црква је функционисала неко време. У записнику са састанка Харковског градског већа од 17. фебруара 1930. године, наводи се:

Одлука : о затварању и рушењу цркава.
Одлучили смо : да затворимо и уништимо цркву Мироносицу на рачун изградње Опере. Уништавање цркве ће се обавити експлозивом.
Затворити и уништити Никољску катедралу демонтажом.
Сматра се да је потребно сав грађевински материјал након разарања цркава, односно циглу и шут, искористити за изградњу седмогодишњих школа.

Храм је срушен експлозивом 11. марта 1930. године око 4 сата ујутру.  Познати лингвиста и књижевни критичар Јуриј Шевељев био је сведок рушења храма и накнадно је о томе писао:  много људи је било окупљено око цркве, напољу је била велика бука, само на лицима присутних могло се прочитати да им је жао цркве.
На месту цркве совјетска власт је планирала да подигне зграду „Театра масовне музичке акције“, која би комбиновала циркус, позориште и биоскоп. 
Након премештања центра Украјинске ССР у Кијев (1933), нису нађена средства за пуну реализацију велике изградње забавног центра, а празна локација је адаптирана за тролејбуски депо.
Након разарања Харкова у Другом светском рату, простор намењен изградњи цркве претворен је у једно од урбаних зелених острва - Трг победе, уређена је алеја комсомолских хероја и постављена чувена фонтанаЗеркальная струя.

## Мироносицка парохија
Према изјави из 1801. године, састављеној током формирања  Мироносицке парохије, настале као резултат анкетирања становника северних делова Успенске и Николајевске парохије, 741 особа (337 мушкараца и 404 жене) пристало је да се пресели у нову жупну цркву. У стварности, током 1802. године пријавило се само 540 људи (246 мушкараца и 294 жене). 
Године 1810. свештеник Трифон Мојсејевич Копјев поднео је Харковској епархији молбу за прелазак 30 домаћинстава из богатије Успенске парохије. Молба је одобрена и у Мироноситској парохији је било 100 домаћинстава. 
Парохија је постепено расла због развоја Харкова у северном правцу, али је и неколико пута губила парохијане након формирања нових парохија. Када је Каплуновска (Рождества Богородице) црква 1851. године постала парохијска црква неки од  Мироноситских  парохијана преселили су се у њу. 
Од 1873. до 1880. Каплуновска црква је била припојена Мироноситској цркви, али је након тога поново постала парохијска. Године 1872. источни део парохије је преведен је у нову цркву Петра и Павла на Журавлевки . У Клочковској улици је 1885. године подигнута Пантелејмоновска црква, у коју је отишла скоро половина тадашње парохије.
|          | 1802 | 1810 | 1820 | 1830. | 1840. | 1850  | 1860 | 1870. | 1880  | 1890. | 1900  | 1907. |
| Мушкарци | 327  | 368  | 529  | 541   | 718   | 743   | 553  | 539   | 652   | 622   | 812   | 746   |
| Жене     | 384  | 402  | 593  | 607   | 839   | 811   | 617  | 589   | 675   | 649   | 899   | 781   |
| Укупно   | 711  | 770  | 1122 | 1148  | 1557. | 1554. | 1170 | 1128  | 1327. | 1271  | 1711. | 1527. |

Од почетка 20. века , Мироноситска парохија је обухватала:
- Сумску улицу (северно од Позоришног трга ) ,

- Кокошкинску улицу,

- Мироноситску улицу,

- Мироноситску улицу,

- Мироноситску улицу,

- Сердјуковску улицу ,

- Чернишевску улицу ,

- Улицу Епархијанску ,
- Каразинску улица,
- Костомаровску улицу,
- Проектна улицу,
- Болничку улицу,
- *Римарску (од Прве женске гимназије),
- Класичну улица (десна страна),
- Мордвинску улицу и
- Клочковску улицу (од Класичне до Универзитетске баште).

## Свештеници
Свештеник Трифон Мојсејевич Копијев (служио у храму 1801—1829, живео 1768—1829) био је први парох Мироточиве цркве. Образовао се на Харковском колегијуму , где је касније почео да предаје. Течно је говорио француски и латински језик. Од 1801. био је свештеник новоформиране парохије мироточиве, проширио је храм 1813-1819 .
Свештеник Михаил Петрович Кијановски (служио у цркви 1813—1834, живео 1776—1834). Студирао је на Харковском колегијуму, од 1801. био је ђакон Успенске цркве у граду Золочеву , од децембра 1802. служио је у храму Рођења Пресвете Богородице у селу Уди, Харковски округа. Године 1821. постао је други пуновремени свештеник Мироноситске цркве.
Свештеник Јован Лаврентиевич Олховски (служио у цркви 1834—1837, живео 1805—1837). Школовао се у Смоленској богословији , био искушеник у Спасо-Авраамјевском манастиру у граду Смоленску. Од 1832. служио је као псалмопојац , а касније и као ипођакон у Харковској Покровској саборној цркви. Од 1834. служио је као свештеник у Мироноситској цркви.
Протојереј Петар Јоанович Секирски (служио у цркви 1837—1878, живео 1811—1878). Студирао је на Харковском колегијуму , током 1831-1837 био свештеник у сеоским црквама Харковског округа . Од маја 1837.  године служио је у Мироноситској цркви. Одликован Орденом Свете Ане III степена.
Свештеник Јован Алексејевич Линицки (служио у цркви 1845—1846). Завршио је Харковски колегијум, предавао на Харковској богословској школи . Током године служио је у Мироноситској цркви, а након тога је премештен у Вазнесење .
Протојереј Јаков Михајлович Гољаховски (служио у цркви 1832—1879, живео 1800—1879). Завршио је Харковски колегијум са сребрном медаљом, предавао на Харковској богословској школи. Од 1832. служио је као свештеник у Мироноситској цркви, извршио реконструкцију храма 1837-1841 . Године 1839. добио је чин протојереја . Одликован је Орденом Светог Владимира  IV степена. Био је члан многих друштава, као што су Епархијско старатељство веома сиромашног свештенства, Комитет попечитељства свештеничких девојака, Харковска духовна конзисторија, наставник закона у харковским парохијским школама итд.
Протојереј Андреј Георгијевич Шчелкунов (служио у цркви 1879—1895, живео 1829—1895). Школовао се у Харковској богословији, свештеник од 1851 . До 1867. године служио је у селима Изјумског и Сумског округа , након чега је постао протојереј у Покровској саборној цркви у граду Недригајлов . Од 1877. године постао је помоћник ректора Харковске цркве Светог Духа , од 1879. године  - ректор Мироноситске цркве.
Протојереј Павел Леонтијевич Григорович (служио у цркви 1878—1924, живео 1845—?). Студирао је у Харковској богословији, од 1868. био је свештеник Успенске цркве у граду Валки . Од априла 1878. служио је као свештеник у Мироноситској цркви. Био је наставник права на Харковском институту племенитих девојака , заменик цркава деканата 1. округа града Харкова, наставник закона у женској гимназији Е. Н. Драшковскаја, управник парохијске школе.  1900. године је уздигнут у чин протојереја. Одликован је Орденом Свете Ане II степена.
Протојереј Николај Николајевич Љубарски (служио у цркви 1895—?, живео 1853—?). Школовао се у Купјанској богословској школи, а касније у Харковској богословији. Богословију је завршио 1877. године са сребрном медаљом и упућен је да настави школовање на Кијевској богословској академији , на којој је 1881. дипломирао теологију. Током 1881-1894 предавао је у Харковској богословској школи , добио је чин државног саветника и одликован Орденом Светог Станислава ИИ степена и Орденом Свете Ане III степена. Од 1894. године служи као свештеник у Тројичкој цркви, а од априла 1895. - Мироноситскаја. Предавао је у женској гимназији свештенства Л.М., Епархијском мисионарском савету и савету Епархијског Озерјанског братства. 7. априла 1905. године је уздигнут у чин протојереја, а ректор Мироноситске цркве постао је 21. децембра 1905. године.  Написао књигу Харковска црква Светог Крста (Мироноситскаја) 1783-1908., који је 1908. године објавила издавачка кућа „Јужна територија”.

## Нови храм из 21. века
Стицање независности Украјине отклонило је све препреке на путу вере и њених светиња, што је омогућило да се спроведе идеја која је настала 2008. године о обнављању, додуше не сасвим на истом месту, светиње Жена Мироносица.    
Почетком 21. века Харковска епархија је предложила изградњу нове Мироточиве цркве, а ову идеју је подржао градоначелник града Михаил Добкин . Пројекат (од стране главног архитекте Харкова Сергеја Чечелницког ) достављен је  2008. године, урбанистичком савету за изградњу деветокуполног храма у украјинском барокном стилу , који ће се налазити у дубини трга у близини куће  у улици Чернишевскаја, 15.  
По пројекту црква је требало да буде  троолтарска,  за 330 људи. Доња црква  смештена је у сутерену, а испод зграде подземни паркинг за 200 аутомобила. Фасада храма је омалтерисана у бело и украшена мозаичким иконама. Планирано је да се изградња заврши до 2011. године 
Дана 23. августа 2008. године у 14:15 у присуству градоначелника Харкова М. Добкина , обављено је освећење полагања новог храма у част Светих жена Мироносица. Приликом освећења одржан је протест против изградње храма. Демонстранте је од церемоније раздвајао кордон полиције. 
Након тога, пројекат је замрзнут и настављен тек у септембру 2013. године, када је градско веће Харкова одобрило заједници Светих жена мироносица УПЦ-а да изради пројекат управљања земљиштем за доделу земљишне парцеле од 0,33 хектара за изградњу. храма. назван роком завршетка изградње , али су у саопштењу градоначелника Г. Кернеса од 20. новембра рокови преполовљени.  Став грађана према пројекту био је двосмислен. 
Пет година, трајали су напори и, коначно, дуго очекивано освећење цркве изграђене по пројекту групе архитеката на челу са Павлом Чечелницким 23. августа 2013. године. који служи као живописан пример тријумфа вере над људском вољом и немилосрдним Хроносом.
Отварање новог храма Жена Мироносица обављено је 22. августа 2015. године. Доња црква је освећена у име светог племенитог кнеза Александра Невског.

### Архитектура
Нови харковски деветокуполни храмски бисер са три олтара висок 45 метара, рађен у украјинском барокном стилу са елементима Лиманске школе архитектуре, заузео је своје место у дубинама зеленог Трга победе у Харкову.
Храм припада типу традиционалних украјинских храмова са девет купола. Укупна површина зграде од 2-3 спрата је 1.222,7 квадратних метара, а висина  45 м. Пројектом је предвиђен подрум, где ће бити нижа црква са олтаром и иконостасом. На другом спрату - главна молитвена сала са три олтара, хорови, намењени за 330 парохијана. Зграда је изграђена од цигле, малтерисана и офарбана у бело са златним куполама.
Префињеност и оригиналност пројектаната изнедрила је заиста јединствен пројекат: широки профилисани венци, елегантно уоквиривање лучних отвора у степенастим архитравима, рељефна врата, балустраде звонарске лође и улаза бочних бродова, луксузни портал централног улаза са покиданим фронтон, мозаички панели у нишама, широки фриз, осмоугаоне куле централне фасаде под затвореним кровом и, наравно, девет купола на високим светлосним бубњевима.
Равнотежа свих ових елемената уоквирених барокним увојцима, у присуству многих стилизоване слике крста као симбола православља, стварају прозрачан и продуховљени изглед у прилично значајној величини.

### Храм у рату 2022. године
Током гранатирања Харкова од стране Руске војске током рата у Украјини, 2. марта 2022 године,  тешко је оштећена црква Светих жена Мироносица. Највише је страдала северна страна зграде – поломљени су прозори и витражи, оштећени су фрагменти зидова, купола и унутрашњост храма. Људи који су се склонили у храм током бомбардовања нису повређени.

## Галерија
- Црква Мироноцица у 21. веку